# Англізми і протианглізми: 100 історій слів у соціоконтексті
«Англізми і протианглізми: 100 історій слів у соціоконтексті» — монографія української мовознавиці, доктора філологічних наук, професора Ірини Фаріон у співавторстві з Галиною Помилуйко-Недашківською та Анною Бордовською.
Перший наклад вийшов за сприяння Департаменту освіти і науки Львівської ОДА в межах здійснення Комплексної програми посилення державотворчої та консолідаційної ролі української мови у Львівській області на 2023—2026 роки. Є останньою прижиттєвою книгою Ірини Фаріон. 
Містить зображення з Беллою, кішкою Фаріон, та київським котом чернігівської власниці. Світлину зроблено, коли останній гостював у них у Львові в перші місяці повномасштабного вторгнення.

## Огляд
Видання привертає увагу до проблем, спричинених сучасним засиллям англізмів в українській мові, часто пов'язаних із незнанням можливостей власної мови чи вторинною ментальністю. Праця з'ясовує позамовні й внутрішньомовні причини обґрунтованого та необґрунтованого запозичення з погляду культурно-мовної національної ідентичності. Містить графічні зображення англізмів як коди їхніх значень із супровідним філософським контекстом. Досліджено деякі англізми та їхні українські відповідники в лексико-семантичному, етимологічному та соціокультурному аспектах.
За повідомленням департаменту освіти і науки Львівської ОДА, праця загострює увагу на безглуздості англійсько-українського суржика із застереженням від надмірних запозичень. Запропоновано застосовувати «модель рівноваги чужих і питомих слів» із мовнонаціональним пріоритетом, пояснено значення термінів «англобарбаризація», «англізм», «псевдоанглізм». Водночас Фаріон наголошує на потребі знати іноземні мови для взаємодії зі світом, не забуваючи про питомість і важливість власної мови..
Монографія є наслідком дворічного циклу «Протианглізм» на особистому YouTube-каналі Iryna Farion, під час якого записано 68 відео з тлумаченням англізмів та їхніх українських відповідників.
Зі ста англізмів, розглянутих у книзі, 65 % мають українські відповідники в перекладних словниках. Тільки 19 % із цієї вибірки можуть увійти до синонімного ряду української мови.

## Відгуки
Заступник директора з наукової роботи Інституту Франка НАН України, доктор філологічних наук Алла Швець назвала цю монографію безпрецедентною, в якій показано питомий потенціал української мови та її невичерпні словесні ресурси.
Голова Експертної ради зі Стратегії розвитку освіти Львівщини, доктор економічних наук Степан Давимука вважає, що праця Ірини Фаріон, заслуговує на всебічну підтримку, адже процес входження англійської мови відбувається через нові технології, що наповнені англійськими термінами — і тому для української мови це небезпечно, бо в нас не вироблено системи захисту.
Ростислав Новоженець поділяє думку щодо загрози запозичень для української мови, зазначаючи, що, хоча наразі частка запозичень не перевищує 15 %, ситуація може швидко погіршитися. Він закликає читати книгу «обов'язково з олівцем для підкреслень».

## Презентаційний тур
Для просування розпочато тур містами України, під час якого відбувалася презентація книги та спілкування із читачами. На презентаціях у Києві, Івано-Франківську, Львові, Долині, Одесі та інших містах збиралися повні зали. На презентаційних зустрічах відбувається збір коштів на потреби батальйону «Сила Свободи» бригади швидкого реагування Нацгвардії України «Рубіж», зокрема через аукціон монет. 30 % з кожної проданої книги Ірина Фаріон також перераховує на потреби цього батальйону. У Конотопі на заході також виступив Тарас Компаніченко.